# Vernonia daphnoides
Vernonia daphnoides là một loài thực vật có hoa trong họ Cúc. Loài này được Walp. miêu tả khoa học đầu tiên.